# Arrènes
Arrènes település Franciaországban, Creuse megyében. Lakosainak száma 205 fő (2022. január 1.). Arrènes Châtelus-le-Marcheix, Marsac, Mourioux-Vieilleville, Saint-Goussaud, Laurière és Fursac községekkel határos.

## Népesség
A település népességének változása:
| Lakosok száma | 450  | 286  | 269  | 222  | 232  | 225  | 218  | 212  | 210  | 205  |
|               | 1968 | 1982 | 1990 | 2006 | 2013 | 2015 | 2017 | 2019 | 2020 | 2022 |